# Цветојевац
Цветојевац је насељено место града Крагујевца у Шумадијском округу. Према попису из 2022. има 770 становника (према попису из 2011. било је 841 становника). Припадао је градској општини Аеродром од 2002. до 2008. године, да би након тога општине биле укинуте. Насеље је основано 1789. године.
Под њивама се налази 504,47 ha, воћњацима 24,32 ha, виноградима 4,12 ha, ливадама 90,83 ha, пашњацима 9,86 ha док остало земљиште заузима 7,85 ha.

## Географија
Територија села Цветојевац налази се у централном делу Србије. Смештена је у источном пределу Шумадије и захвата сливно подручје средњег тока Лепенице. Смештен је на левој обали Лепенице (притоке Велике Мораве). Атар села Цветојевца захвата простор величине од 750 хектара и налази се у источном, делу територије града Крагујевца.
Цветојевац се на северу граничи са Ресником, на истоку са Ботуњем, на југу са Корманом и Јовановцем и на западу са Новим Милановцем.
Цветојевац се налази на 206 метара надморске висине, око 10 km североисточно од Крагујевца и око 130 km јужно од Београда. Кроз насеље пролази железничка пруга Лапово - Крагујевац - Краљево. Налази се у близини Државог пут IБ реда 24, Баточина - Крагујевац. Пут је већим делом магистрални пут са две саобраћајне траке, док је деоница између Градца и Крагујевца изграђена као ауто-пут у конфигурацији 2+2, са одвојеним тракама за саобраћај, зауставним тракама и раскрсницама ван нивоа. Међутим за саобраћај је до сада пуштена само деоница од Крагујевца до Ботуња, део који пролази кроз територију Цветојевца.

## Историја
По легенди село је добило име по неком Цветоју који је први дошао на простор данашњег села. По историјским подацима Цветојевац је настао за време Кочине Крајине, око 1789. године. Основала су га пет рода: Асурџићи, Биорци, Мијаиловићи, Младеновићи и Сретеновићи. Временом село је расло досељавањем становништва. За време првог српског устанка је дошло 8 родова, а након 1815. још 15 родова.
Према попису становништва 1903. године Цветојевац је имао 634, а седам година касније 793 становника. Након Првог светског рата Цветојевац је бројао 735 људи, а пад у броју становника може се приписати великом страдању Срба у рату. Након Другог светког рата број становника је на пописима варирао од 692 становника колико је било 1981. године до 776 колико је било 1991. године. На последњем попису становника је примећен пораст у броју становника па сада Цветојевац има 841 становника, што је највећи број у историји. На то је утицала близина града Крагујевца који се налази на само 10–ак километара.
У село постоји џидовско гробље, а сеоска заветина је Свети Лука. Црква је посвећена Светом пророку Илији. У селу постоји и основна школа „19. октобар", које је истурено матично одељење школе у Маршићу.

## Пољопривреда
Пољопривреда је водећа привредна грана по обиму производње као и по запослености локалног становништва. Највише се гаје кукуруз и пшеница.
Сточарство је најзначајнија грана производње у пољопривреди у Цветојевцу. Сточарство је најтраженији део пољопривреде, јер њени производи (месо, маст, млеко, јаја) спадају у главне прехрамбене производе становништва. Сељак ситног пољопривредног газдинства у Цветојевцу је сваштар, гаји више врста стоке. Гаји говеда, свиње, овце, коње и живину.

## Спорт
У Цветојевцу постоји фудбалски клуб Сељак који се тренутно такмичи у Другој лиги Крагујевца, шестом такмичарском нивоу српског фудбала. Клуб је основан 1926. године, и редован је учесник лига које организује фудбалски савез града Крагујевца. Сваке године крајем јула одрава се традиционални турнир у фудбалу и траје до 2. августа, светог Илије. На њему учествују клубови са територије Града Крагујевца и Општине Баточина.

## Демографија
У насељу Цветојевац живи 602 пунолетна становника, а просечна старост становништва износи 43,2 година (42,0 код мушкараца и 44,4 код жена). У насељу има 224 домаћинства, а просечан број чланова по домаћинству је 3,21.
Ово насеље је великим делом насељено Србима (према попису из 2002. године).
|             | \| Демографија[5] \| Демографија[5] \| Демографија[5] \| \| Година \| Становника \| Становника \| \| -------------- \| -------------- \| -------------- \| \| 1948. \| 762 \| \| \| 1953. \| 772 \| \| \| 1961. \| 743 \| \| \| 1971. \| 695 \| \| \| 1981. \| 692 \| \| \| 1991. \| 776 \| 767 \| \| 2002. \| 719 \| 734 \| \| 2011. \| 841 \| \| \| 2022. \| 770 \| \| |            |
| Демографија | |            |
| Година      | Становника | Становника |
| 1948.       | 762 |            |
| 1953.       | 772 |            |
| 1961.       | 743 |            |
| 1971.       | 695 |            |
| 1981.       | 692 |            |
| 1991.       | 776 | 767        |
| 2002.       | 719 | 734        |
| 2011.       | 841 |            |
| 2022.       | 770 |            |

| Етнички састав према попису из 2002.‍ | Етнички састав према попису из 2002.‍ | Етнички састав према попису из 2002.‍ | Етнички састав према попису из 2002.‍ | Етнички састав према попису из 2002.‍ |
| ------------------------------------ | ------------------------------------ | ------------------------------------ | ------------------------------------ | ------------------------------------ |
|                                      |                                      |                                      |                                      |                                      |
| Срби                                 | Срби                                 |                                      | 711                                  | 98,88%                               |
| Словенци                             | Словенци                             |                                      | 1                                    | 0,13%                                |
| Словаци                              | Словаци                              |                                      | 1                                    | 0,13%                                |
| Македонци                            | Македонци                            |                                      | 1                                    | 0,13%                                |
| непознато                            | непознато                            |                                      | 5                                    | 0,69%                                |

| \| \| м \| \| \| ж \| \| ? \| 0 \| \| \| 0 \| \| 80+ \| 11 \| \| \| 10 \| \| 75—79 \| 9 \| \| \| 19 \| \| 70—74 \| 26 \| \| \| 34 \| \| 65—69 \| 23 \| \| \| 28 \| \| 60—64 \| 18 \| \| \| 14 \| \| 55—59 \| 14 \| \| \| 14 \| \| 50—54 \| 30 \| \| \| 32 \| \| 45—49 \| 40 \| \| \| 32 \| \| 40—44 \| 32 \| \| \| 26 \| \| 35—39 \| 18 \| \| \| 18 \| \| 30—34 \| 18 \| \| \| 22 \| \| 25—29 \| 28 \| \| \| 16 \| \| 20—24 \| 23 \| \| \| 24 \| \| 15—19 \| 24 \| \| \| 25 \| \| 10—14 \| 16 \| \| \| 23 \| \| 5—9 \| 15 \| \| \| 14 \| \| 0—4 \| 16 \| \| \| 7 \| \| Просек : \| 42,0 \| \| \| 44,4 \| |      |  |  |      |
| |      |  |  |      |
| | м    |  |  | ж    |
| ? | 0    |  |  | 0    |
| 80+ | 11   |  |  | 10   |
| 75—79 | 9    |  |  | 19   |
| 70—74 | 26   |  |  | 34   |
| 65—69 | 23   |  |  | 28   |
| 60—64 | 18   |  |  | 14   |
| 55—59 | 14   |  |  | 14   |
| 50—54 | 30   |  |  | 32   |
| 45—49 | 40   |  |  | 32   |
| 40—44 | 32   |  |  | 26   |
| 35—39 | 18   |  |  | 18   |
| 30—34 | 18   |  |  | 22   |
| 25—29 | 28   |  |  | 16   |
| 20—24 | 23   |  |  | 24   |
| 15—19 | 24   |  |  | 25   |
| 10—14 | 16   |  |  | 23   |
| 5—9 | 15   |  |  | 14   |
| 0—4 | 16   |  |  | 7    |
| Просек : | 42,0 |  |  | 44,4 |

| Година пописа     | 1948. | 1953. | 1961. | 1971. | 1981. | 1991. | 2002. |
| ----------------- | ----- | ----- | ----- | ----- | ----- | ----- | ----- |
| Број домаћинстава | 172   | 186   | 187   | 192   | 194   | 222   | 224   |

| Број чланова      | 1  | 2  | 3  | 4  | 5  | 6  | 7 | 8 | 9 | 10 и више | Просек |
| ----------------- | -- | -- | -- | -- | -- | -- | - | - | - | --------- | ------ |
| Број домаћинстава | 41 | 55 | 40 | 37 | 28 | 11 | 6 | 3 | 2 | 1         | 3,21   |

| Пол    | Укупно | Неожењен/Неудата | Ожењен/Удата | Удовац/Удовица | Разведен/Разведена | Непознато |
| ------ | ------ | ---------------- | ------------ | -------------- | ------------------ | --------- |
| Мушки  | 314    | 91               | 186          | 25             | 12                 | 0         |
| Женски | 314    | 59               | 191          | 58             | 6                  | 0         |
| УКУПНО | 628    | 150              | 377          | 83             | 18                 | 0         |

| Пол    | Укупно                    | Пољопривреда, лов и шумарство | Рибарство                            | Вађење руде и камена | Прерађивачка индустрија       |
| ------ | ------------------------- | ----------------------------- | ------------------------------------ | -------------------- | ----------------------------- |
| Мушки  | 160                       | 51                            | 0                                    | 0                    | 52                            |
| Женски | 87                        | 47                            | 0                                    | 0                    | 14                            |
| Укупно | 247                       | 98                            | 0                                    | 0                    | 66                            |
|        |                           |                               |                                      |                      |                               |
| Пол    | Производња и снабдевање   | Грађевинарство                | Трговина                             | Хотели и ресторани   | Саобраћај, складиштење и везе |
| Мушки  | 6                         | 13                            | 8                                    | 1                    | 9                             |
| Женски | 0                         | 0                             | 7                                    | 2                    | 1                             |
| Укупно | 6                         | 13                            | 15                                   | 3                    | 10                            |
|        |                           |                               |                                      |                      |                               |
| Пол    | Финансијско посредовање   | Некретнине                    | Државна управа и одбрана             | Образовање           | Здравствени и социјални рад   |
| Мушки  | 1                         | 1                             | 4                                    | 10                   | 0                             |
| Женски | 0                         | 0                             | 2                                    | 8                    | 3                             |
| Укупно | 1                         | 1                             | 6                                    | 18                   | 3                             |
|        |                           |                               |                                      |                      |                               |
| Пол    | Остале услужне активности | Приватна домаћинства          | Екстериторијалне организације и тела | Непознато            | Непознато                     |
| Мушки  | 2                         | 0                             | 0                                    | 2                    | 2                             |
| Женски | 2                         | 0                             | 0                                    | 1                    | 1                             |
| Укупно | 4                         | 0                             | 0                                    | 3                    | 3                             |